# Джерело № 1 (Олександрівка)
Джерело № 1 — гідрологічна пам'ятка природи місцевого значення. Об'єкт розташований на території Хустського району Закарпатської області, с. Олександрівка, урочище «Кічера».
Площа — 0,5 га, статус отриманий у 1984 році.